# Junkers Ju 49
Junkers Ju 49 — немецкий самолёт, созданный для изучения высотных полётов, а также способов герметизации кабины. Он стал вторым в мире действующим герметичным самолётом. Первым был Engineering Division USD-9A, переоборудованный из Airco DH.9A в США и поднявшийся в воздух в 1921 году. К 1935 году Ju 49 регулярно достигал высоты около 12 500 м (41 000 футов).

## Разработка
Junkers Ju 49 был разработан специально для изучения методов полётов на большой высоте. С этой целью он был оснащён специально разработанным двигателем и, впервые в Германии, герметичной кабиной. Установленный двигатель Junkers L88a объединял два шестицилиндровых рядных двигателя L8 в вертикальный V-12 и имел двухступенчатый нагнетатель и интеркулер для поддержания мощности на больших высотах. Он развивал мощность 522 кВт (700 л. с.) на высоте около 5800 м. Этот двигатель приводил в движение большой четырёхлопастной пропеллер. В герметичной кабине размещались два члена экипажа. Изначально предполагалось, что самолёт будет эксплуатироваться на высоте около 6000 м. Ju 49 был построен в типичном для Юнкерса стиле в виде свободнонесущего моноплана цельнометаллической конструкции с усиленной дюралюминиевой обшивкой по всей поверхности, рифлёной на несущих поверхностях. Задняя кромка крыла имела стандартное для компании Junkers «двойное крыло», сочетающее регулируемые закрылки и элероны с наружными поверхностями и простые закрылки внутри. Самолёт имел неубирающиеся шасси значительной высоты, чтобы вместить пропеллер большого диаметра, а также хвостовой костыль. Выдвижной прямоугольный радиатор располагался между опорами шасси и прямо перед ними. В герметичной кабине было пять маленьких иллюминаторов для пилота: два спереди, два сбоку и один над головой, а также ещё два, по одному с каждой стороны, для второго члена экипажа. Вид спереди был настолько плохим, что для посадки был установлен перископ, направленный вниз.

## История эксплуатации
Двигатель с наддувом не был одобрен для использования во время первого полёта 19 октября, и вместо него на Ju 49 использовался двигатель L88 без наддува. Внешне эта установка отличалась высокой вертикальной выхлопной трубой, в отличие от одной наклонной трубы двигателя L88a. К лету 1932 года двигатель с наддувом был готов к полётам и установлен, и началась исследовательская программа. Она прошла без происшествий, без серьёзных проблем с двигателем или кабиной.
К 1933 году целевая высота в 6000 метров была превзойдена, совершались полёты на высоте 10 000 м, а к 1935 году стала обычной высота 12 500 м. Абсолютных рекордов установлено не было, но полученный опыт был использован при создании более поздних герметичных самолётов, в частности высотных разведчиков/бомбардировщиков Ju 86P.
Был построен только один Ju 49, получивший гражданский регистрационный номер D2688, а затем (когда в Германии гражданские регистрационные номера сменились с цифровых на буквенные) D-UBAZ. Он завершил свою жизнь в немецком исследовательском центре (Deutsche Versuchsanstalt fur Luftfahrt) и разбился в октябре 1937 года.

## Историческое значение
В конце 1920-х и 1930-х годах возрос интерес к покорению больших высот, и появилось множество новых рекордов по абсолютной высоте. Было три подхода к покорению больших высот.
- Использование кислородных масок и кратковременные полёты в условиях гипоксии и переохлаждения.
- Высотные скафандры, сделавшие возможными продолжительные полёты на большой высоте, но неудобные и стесняющие движения.
- Герметичная кабина, изолированная от холода или обогреваемая, позволяла экипажу и, в конечном счёте, пассажирам путешествовать в нормальных условиях. Ju 49 стал одним из первопроходцев этого направления, ставшего, в итоге, доминирующим в технике.

## Операторы
Германия
- Deutsche Versuchsanstalt fur Luftfahrt

## Технические характеристики (с L88a)
Тернер и Новарра, 1971 Данные из, стр. 70
Общие характеристики
- Экипаж: 2 человека
- Длина: 17,21 м (56 футов 5,5 дюйма)
- Размах крыльев: 28,24 м (92 фута 8 дюймов)
- Площадь крыла: 98,0 м2 (1055 кв. футов)
- Снаряженная масса: 3590 кг (7916 фунтов)
- Полная масса: 4250 кг (9371 фунт)
- Силовая установка: 1 × 12-цилиндровый двигатель Junkers L88a V-образной конфигурации с двухступенчатым нагнетателем, 596 кВт (800 л. с.)

Производительность
- Максимальная скорость: 146 км/ч (91 миль/ч, 79 узлов) на уровне моря; 220 км/ч (136 миль/ч) на высоте 13 000 м (42 700 футов)
- Предельная высота: 13 015 м (42 700 футов)
- Скорость набора высоты: 3,5 м/с (690 футов/мин) до 8000 м (26 250 футов)